# Uliță

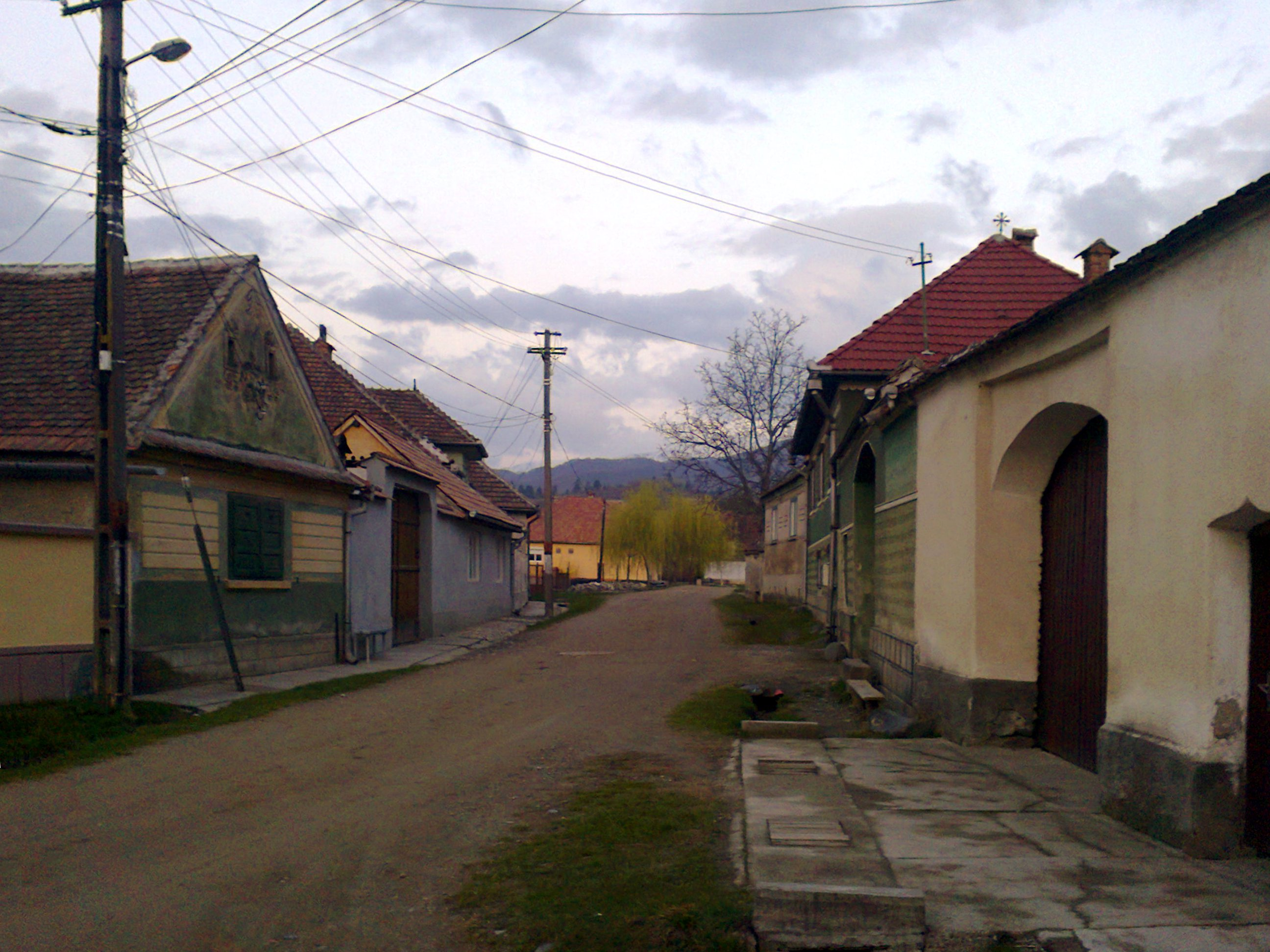
Uliţă din Sebeşu de Sus, judeţul Sibiu

Ulița este un drum îngust care străbate un sat (mai rar un oraș), mărginit de o parte și de alta de case. Termenul provine din cuvântul slavon ulica.